# Seleção Emiradense de Futebol
A Seleção Emiradense de Futebol associado representa os Emirados Árabes Unidos nas torneios de futebol associado da FIFA.